# Mã Hiểu Thiên

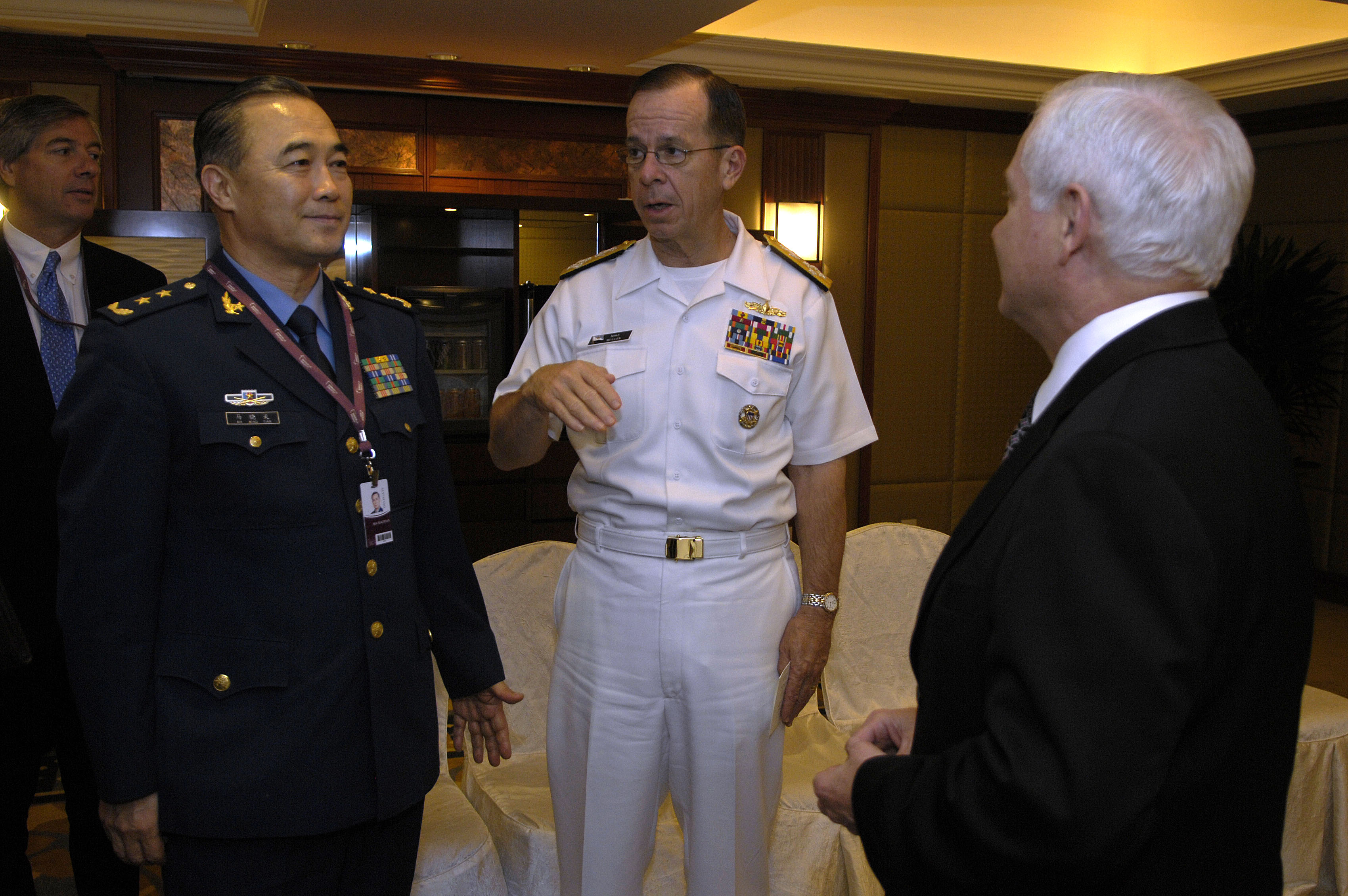
Tướng Mã Hiểu Thiên (trái, cận cảnh) được Chủ tịch Hội đồng Tham mưu trưởng Liên quân Hoa Kỳ, Đô đốc Michael Mullen (giữa) giới thiệu với Bộ trưởng Bộ Quốc phòng Hoa Kỳ Robert Gates (phải).

Mã Hiểu Thiên (tiếng Trung: 马晓天; sinh tháng 8 năm 1949) là Thượng tướng Không quân Quân Giải phóng Nhân dân Trung Quốc (PLAAF), nguyên Tư lệnh Không quân Quân Giải phóng Nhân dân Trung Quốc từ năm 2012 đến năm 2017. Ông cũng từng giữ chức Phó Tổng Tham mưu trưởng Quân Giải phóng Nhân dân Trung Quốc và Hiệu trưởng Đại học Quốc phòng PLA.

## Tiểu sử
Mã Hiểu Thiên sinh tháng 8 năm 1949 tại Củng Nghĩa, tỉnh Hà Nam. Tháng 7 năm 1965, ông tham gia Quân Giải phóng Nhân dân Trung Quốc là học viên học bay tại Trường Dự bị Hàng không số 2 Không quân PLA. Tháng 12 năm 1966, ông chuyển vào Trường Hàng không số 12 Không quân, trở thành học viên chính thức. Tháng 5 năm 1968, sau khi tốt nghiệp, ông ở lại Trường Hàng không số 12 Không quân làm giáo viên hướng dẫn bay. Tháng 7 năm 1969, ông gia nhập Đảng Cộng sản Trung Quốc. Tháng 12 năm 1970 đến tháng 1 năm 1972, ông là học viên Trường Hàng không số 5 Không quân.
Bắt đầu từ tháng 1 năm 1972, Mã Hiểu Thiên trở thành phi công Không quân, giữ chức Trung đội trưởng rồi Phó Đại đội trưởng, Phó Trung đoàn trưởng và Trung đoàn trưởng. Tháng 5 năm 1983 đến tháng 4 năm 1994, ông kinh qua chức vụ Phó Sư đoàn trưởng rồi Sư đoàn trưởng Sư đoàn Lực lượng Hàng không Không quân. Tháng 5 năm 1993 đến tháng 4 năm 1994, ông học khoa cơ bản tại Đại học Quốc phòng PLA. Năm 1994, sau khi tốt nghiệp, Mã Hiểu Thiên được bổ nhiệm làm Tham mưu trưởng Quân đoàn 10 Không quân PLA. Tháng 12 năm 1995, ông được bổ nhiệm giữ chức Quân đoàn trưởng Quân đoàn 10 Không quân PLA đồng thời phong quân hàm Thiếu tướng Không quân.
Tháng 3 năm 1997, ông được bổ nhiệm làm Phó Tham mưu trưởng Không quân Quân Giải phóng Nhân dân Trung Quốc. Tháng 8 năm 1998, ông được bổ nhiệm giữ chức Tham mưu trưởng Không quân Quân khu Quảng Châu. Tháng 6 năm 1999, ông được bổ nhiệm giữ chức Phó Tư lệnh Quân khu Lan Châu kiêm Tư lệnh Không quân Quân khu Lan Châu. Tháng 7 năm 2000, ông được thăng quân hàm Trung tướng Không quân. Tháng 1 năm 2001, ông được luân chuyển làm Phó Tư lệnh Quân khu Nam Kinh kiêm Tư lệnh Không quân Quân khu Nam Kinh. Tháng 7 năm 2003, Mã Hiểu Thiên được thăng chức làm Phó Tư lệnh Không quân Quân Giải phóng Nhân dân Trung Quốc. Tháng 8 năm 2006, ông được bổ nhiệm giữ chức Hiệu trưởng Đại học Quốc phòng PLA. Tháng 9 năm 2007, ông được bổ nhiệm làm Phó Tổng Tham mưu trưởng Quân Giải phóng Nhân dân Trung Quốc. Ngày 20 tháng 7 năm 2009, Mã Hiểu Thiên được thăng quân hàm Thượng tướng Không quân.
Tháng 10 năm 2012, ông được bổ nhiệm giữ chức Tư lệnh Không quân Quân Giải phóng Nhân dân Trung Quốc. Tháng 11 năm 2012, tại hội nghị toàn thể lần thứ nhất của Ban Chấp hành Trung ương Đảng Cộng sản Trung Quốc khóa XVIII, ông được bầu kiêm nhiệm chức vụ Ủy viên Ủy ban Quân sự Trung ương Đảng Cộng sản Trung Quốc nhiệm kỳ 2012-2017. Ngày 15 tháng 3 năm 2013, tại phiên họp toàn thể lần thứ năm, trong khuôn khổ kỳ họp thứ nhất của Quốc hội Trung Quốc tổ chức tại Đại lễ đường Nhân dân, Mã Hiểu Thiên được bầu kiêm nhiệm chức vụ Ủy viên Ủy ban Quân sự Trung ương Cộng hòa Nhân dân Trung Hoa nhiệm kỳ 2013-2018.
Tháng 8 năm 2017, Mã Hiểu Thiên được miễn nhiệm chức vụ Tư lệnh Không quân PLA, thay thế ông là Tư lệnh Không quân Chiến khu Bắc bộ Đinh Lai Hàng.
Mã Hiểu Thiên là Ủy viên Ban Chấp hành Trung ương Đảng Cộng sản Trung Quốc khóa XVI, XVII và XVIII.

## Gia đình
- Cha: Mã Tái Nghiêu, Đại tá khai quốc Quân Giải phóng Nhân dân Trung Quốc, nguyên giám đốc giáo dục, Học viện Chính trị Quân Giải phóng Nhân dân Trung Quốc.[4]
- Bố vợ: Trương Thiếu Hoa, Trung tướng Quân Giải phóng Nhân dân Trung Quốc, nguyên Phó Bí thư Ủy ban Kiểm tra Kỷ luật Quân ủy Trung ương.[5]